# Astrid Lindgren Memorial Award
Astrid Lindgren Memorial Award, förkortat ALMA , tidigare även benämnt på svenska Litteraturpriset till Astrid Lindgrens minne, är ett statligt litteraturpris, instiftat 2002 av den svenska regeringen strax efter att Lindgren avled. Prissumman är på fem miljoner svenska kronor och delas ut i maj.
Föreskrifterna om priset regleras genom Förordning (2002:1091) om litteraturpriset till Astrid Lindgrens minne. Priset administreras av Statens kulturråd (Kulturdepartementet) och den årliga kostnaden på minst 12 miljoner kronor (2016, 2021) bekostas med svenska skattemedel.

## Beskrivning

### Historik
Priset tillkännagavs den 7 mars 2002 av kulturminister Marita Ulvskog, drygt 5 veckor efter att Lindgren avled.
Vid införandet av priset föreslog Kulturrådet att handläggningen av priset borde ske med så stor offentlig insyn som möjligt. Samtidigt föreslog de att sekretessförordningen (1980:657) skulle utvidgas till att omfatta verksamheten så att sekretesslagen (1980:100) skulle kunna åberopas som sekretessgrund i handläggningen av frågor om litteraturpriset.
Året för prisets tillkomst framfördes oro för att kostnaden för priset skulle leda till utarmade anslag till svensk barnlitteratur och svensk barnkultur. Carl Otto Werkelid skrev att priset hade tillkommit brådstörtat, obetänkt och som ett "svårslaget utbrott av hybris". Han skrev att priset troligen skulle bli administrativt mycket kostsamt och föredrog att pengarna hade använts till inköpsstödet till folk- och skolbibliotek.

### Inriktning
Litteraturpriset till Astrid Lindgrens minne är världens största barn- och ungdomslitteraturpris. Det delas ut till författare, illustratörer, berättare och läsfrämjare vars verk eller arbete för barn och unga är av allra högsta konstnärliga värde och präglas av den djupt humanistiska anda som Astrid Lindgren förknippas med. Dessutom är det till summan det näst största litteraturpriset i världen.
Priset delas ut till enskilda barnboksförfattare eller illustratörer, men kan även utdelas till organisationer som främjar barn och ungas läsande och rättigheter och verkar i Astrid Lindgrens anda och som värnar demokratiska värderingar. Priset kan också delas ut till muntliga berättare. Ett helt konstnärskap kan belönas med priset. En eller flera pristagare kan utses, och endast nu levande personer kan motta priset.
Juryns beslut får inte överklagas.

### Arbetsgång
Pristagarna offentliggörs i mars varje år, och själva utdelandet sker ett par månader senare. Detta är slutfasen på en omröstningsprocess som påbörjats i december över ett år tidigare.
- December två år före utdelningen: Juryn uppdaterar listan över vilka instanser i världen som får lov att nominera kandidat till priset.
- Januari: Inbjudan skickas ut till nomineringsinstanser.
- Maj: Nomineringsförslagen kommer in (senast 15 maj).
- Maj–augusti: Juryn granskar nominerade kandidater.
- Oktober: Nomineringarna offentliggörs.
- Oktober–februari: Juryn läser, diskuterar och sammanträder regelbundet omkring kandidaterna.
- Mars: Vid säsongens sista jurymöte (i slutet av mars) utses årets pristagare. Beslutet offentliggörs av juryn vid en presskonferens direkt efter mötet.
- Maj: Prisutdelningen sker under maj månad i Stockholm. Under en "pristagarvecka" arrangeras kringaktiviteter omkring det belönade författarskapet, för läsfrämjare, lärare, barn och ungdomar, politiker och journalister.

### Jury
Juryn består av tolv ledamöter som utses av Statens kulturråd för fyra år i taget och som längst kan sitta i tolv år. Ledamöterna har yrken såsom litteraturforskare, författare, illustratörer, bibliotekarier och recensenter samt en ledamot som representerar Astrid Lindgrens familj. För att undvika att alla ledamöter skulle bytas ut samtidigt inledde hälften av de första medlemmarna sina mandatperioder med ett tvåårigt förordnande. 
Juryns nuvarande ordförande är Boel Westin (2023), professor i litteraturvetenskap, som tillsattes sommaren 2014. Andra ledamöter är Lena Kåreland och läkaren Henry Ascher. Dessutom ingår Astrid Lindgrens barnbarnsbarn som ombud för Astrid Lindgrens familj i juryn.

### Juryns ordförande
- 2002–2004  Janne Lundström[15]
- 2004–2014 Larry Lempert[16]
- 2014– Boel Westin[17]

### Kostnad
Kostnaden för priset finansieras med svenska skattemedel.
Penningpriset är 5 miljoner kronor, men redan 2005 var den totala kostnaden nästan dubbelt så hög. 2008 var kostnaden 10 miljoner kronor årligen och bestod av fem miljoner i prissumma och fem miljoner i administrativa kostnader. 2016 var kostnaden minst 12 miljoner kronor då arvoden till ledamöter i arbets- och referensgrupper samt till juryn uppgick till 7 miljoner kronor.

### Utdelningar
De senaste åren har prisutdelningen skett på Stockholms konserthus.[källa behövs]

## Pristagare
- 2003 – Christine Nöstlinger ( Österrike) och Maurice Sendak ( USA)
- 2004 – Lygia Bojunga ( Brasilien)
- 2005 – Ryōji Arai ( Japan) och Philip Pullman ( Storbritannien)
- 2006 – Katherine Paterson ( USA)
- 2007 – Banco del Libro ( Venezuela)
- 2008 – Sonya Hartnett ( Australien)
- 2009 – Tamerinstitutet ( Palestina)
- 2010 – Kitty Crowther ( Belgien)
- 2011 – Shaun Tan ( Australien)
- 2012 – Guus Kuijer ( Nederländerna)
- 2013 – Marisol ”Isol” Misenta ( Argentina)
- 2014 – Barbro Lindgren ( Sverige)[20]
- 2015 – Project for the Study of Alternative Education in South Africa (Praesa,  Sydafrika)
- 2016 – Meg Rosoff ( USA)
- 2017 – Wolf Erlbruch ( Tyskland)[21]
- 2018 – Jacqueline Woodson ( USA)
- 2019 – Bart Moeyaert ( Belgien)
- 2020 – Baek Heena ( Korea)
- 2021 – Jean-Claude Mourlevat ( Frankrike)[22]
- 2022 – Eva Lindström ( Sverige)[23]
- 2023 – Laurie Halse Anderson ( USA)[24]
- 2024 – Indigenous Literacy Foundation ( Australien)[25]
- 2025 – Marion Brunet ( Frankrike)[26]

### Andra Astrid Lindgren-priser
I Sverige delas två andra priser kopplade till Astrid Lindgrens namn ut:
- Astrid Lindgren-priset är ett nationellt pris som instiftades den 14 november 1967 (på Lindgrens 60-årsdag) av Rabén & Sjögren. Det delas årligen ut för förtjänstfullt författarskap inom barn- och ungdomslitteratur och har (sedan år 2017) en prissumma på 100 000 kronor.
- Samfundet De Nios Astrid Lindgren-pris instiftades vid Lindgrens 90-årsdag 1997. Det delas sporadiskt (senaste gången 2019) ut till forskare och författare inom barn- och ungdomslitteraturområdet och hade 2007 en prissumma på 125 000 kronor.[3]

## Fotnoter